# Anii 1240
Secole: Secolul al XII-lea - Secolul al XIII-lea - Secolul al XIV-lea
Decenii: Anii 1190 Anii 1200 Anii 1210 Anii 1220 Anii 1230 - Anii 1240 - Anii 1250 Anii 1260 Anii 1270 Anii 1280 Anii 1290
Ani: 1240 1241 1242 1243 1244 1245 1246 1247 1248 1249